# Rhinella rumbolli
Rhinella rumbolli är en groddjursart som först beskrevs av Gustavo R. Carrizo 1992.  Rhinella rumbolli ingår i släktet Rhinella och familjen paddor. IUCN kategoriserar arten globalt som sårbar. Inga underarter finns listade i Catalogue of Life.